# Faden-Laichkraut
Das Faden-Laichkraut (Stuckenia filiformis) ist eine Pflanzenart aus der Gattung der Stuckenia innerhalb der Familie der Laichkrautgewächse (Potamogetonaceae). Das Faden-Laichkraut ist eine Wasserpflanze des Süßwassers.

## Beschreibung

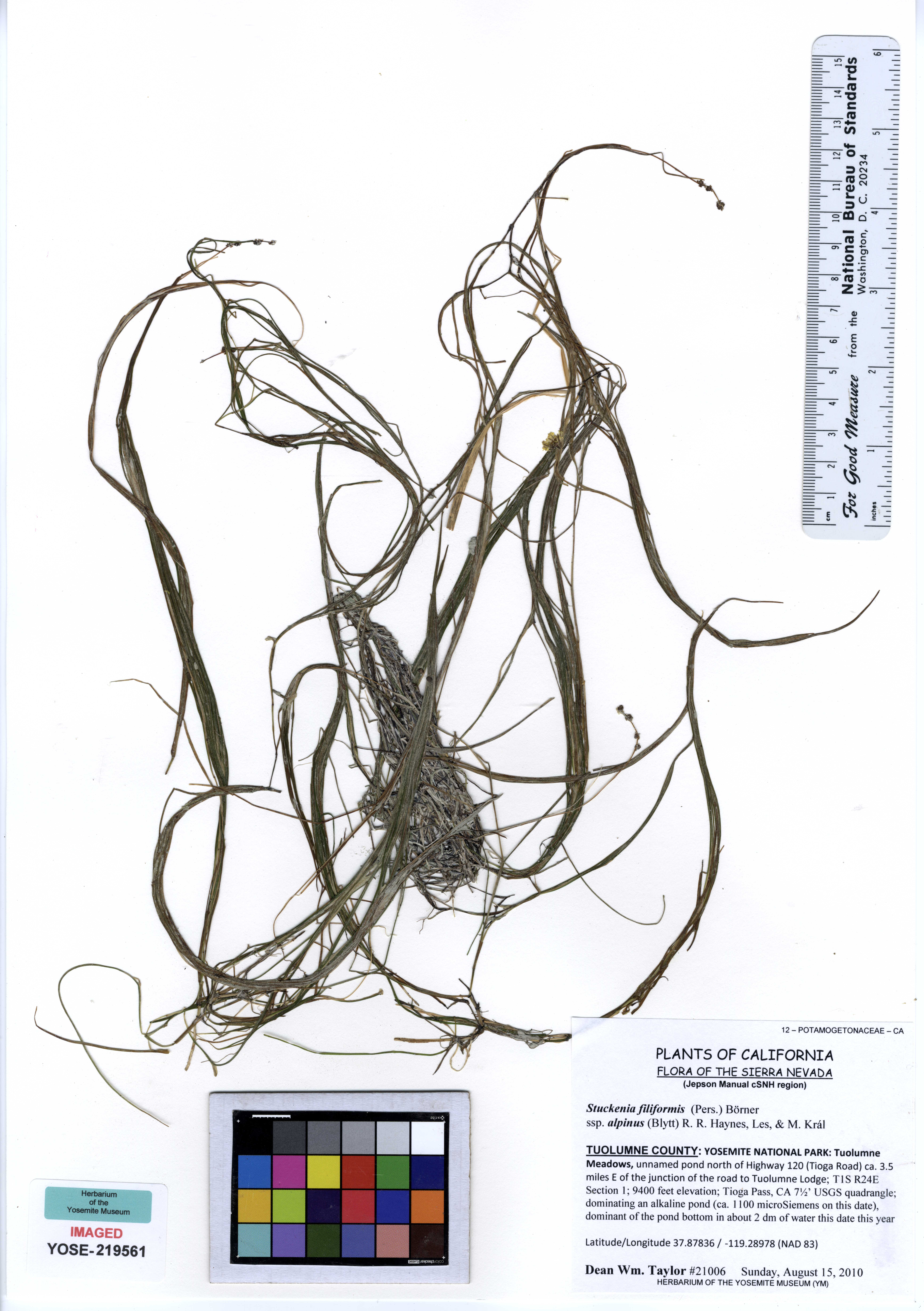
Herbarbeleg von Stukenia filiformis subsp. alpinus

Das Faden-Laichkraut ist eine ausdauernde krautige Pflanze. Diese Unterwasserpflanze (submerse Pflanze) besitzt im Gewässergrund verwurzelte Rhizome, die dünn und reich verzweigt sind. Der Stängel ist dünn und am Grund gabelästig. Die Schwimmblätter sind untergetaucht, 5 bis 20 Zentimeter lang, 0,25 bis 1 Millimeter breit, fast haarförmig, sich allmählich verschmälernd und haben eine abgerundete, stumpfe Spitze. Blattscheiden sind wenn sie jung sind in ihrer unteren Hälfte röhrig verwachsen, 8 bis 27 Millimeter lang und am Grund geschlossen. 
Der 2 bis 10 Zentimeter lange und unterbrochene Blütenstand ragt über die Wasseroberfläche hinaus. Der Ährenstiel ist 4 bis 12 Zentimeter lang. Die Früchte sind 2,2 bis 3 Millimeter lang und 1,5 bis 2 Millimeter breit, elliptisch, ungekielt und grünlich.
Die Blütezeit reicht von Juni bis August.
Die Chromosomenzahl beträgt n = ca. 39.

## Vorkommen
Das Faden-Laichkraut ist auf der Nordhalbkugel zirkumboreal weitverbreitet. Es kommt aber auch auf Hispaniola und von Ecuador bis ins südliche Südamerika vor. In Deutschland ist es selten östlich der Elbe (nicht in Sachsen). Hingegen ist es in den Alpen und im Alpenvorland zu finden. Es besiedelt nährstoffreiche Seen und Bäche bis in Höhenlagen von 1800 Meter. In den Allgäuer Alpen steigt es am Schrecksee in Bayern bis in eine Höhenlage von 1802 Metern auf.
Es ist in der Varietät Stuckenia filiformis var. alpina (Blytt) Dorn die namensgebende Art und Charakterart der Alpenlaichkraut-Gesellschaft (Potamogetonetum filiformis) aus dem Verband Potamogetenion pectinati. Die Varietät Stuckenia filiformis var. filifornis kommt mehr in Gesellschaften des Ranunculion fluitantis vor.

## Systematik
Die Erstveröffentlichung erfolgte 1805 unter dem Namen (Basionym) Potamogeton filiformis durch Christian Hendrik Persoon. Die Neukombination zu Stuckenia filiformis (Pers.) Börner wurde 1912 durch Carl Julius Bernhard Börner veröffentlicht.
Bei manchen Autoren werden auch Varietäten oder Unterarten unterschieden.

## Belege